# Distrito de Meerut
Meerut (en hindi; मेरठ ज़िला, urdu; میرٹھ ضلع ) es un distrito de India en el estado de Uttar Pradesh. Código ISO: IN.UP.ME.
Comprende una superficie de 2 522 km².
El centro administrativo es la ciudad de Meerut. Dentro del distrito se encuentra el pueblo de Lawar.

## Demografía
Según censo 2011 contaba con una población total de 3 447 405 habitantes.